# خوزه گونزالوو
خوزه گونزالوو فالکون (انگلیسی: José Gonzalvo; ۱۶ ژانویهٔ ۱۹۲۰ – ۳۱ مهٔ ۱۹۷۸) بازیکن فوتبال بازنشسته اهل اسپانیا و مربی اسپانیایی کاتالان بود که گاهی اوقات با نام گونزالوو دوم یا - به ویژه در اواخر عمرش - با ترجمه کاتالانی به جوزپ گونزالوو معروف بود. گونزالوو از جمله برای تیم‌ فوتبال بارسلونا بازی کرد.

## زندگی حرفه‌ای
گونزالوو که در میت دل بایس، بارسلون، کاتالونیا به دنیا آمد، در حین انجام خدمت سربازی در لیگ سگوندا دیویسیون برای تیم  اس دی سئوتا بازی کرد.
وی همچنین در تیم‌های ملی فوتبال کاتالونیا و اسپانیا بازی کرده‌است.